# Ptilotus sericostachyus
Ptilotus sericostachyus är en amarantväxtart som först beskrevs av Christian Gottfried Daniel Nees von Esenbeck, och fick sitt nu gällande namn av Ferdinand von Mueller. Ptilotus sericostachyus ingår i släktet Ptilotus och familjen amarantväxter. Utöver nominatformen finns också underarten P. s. floribundus.